# 捷克斯洛伐克歷史

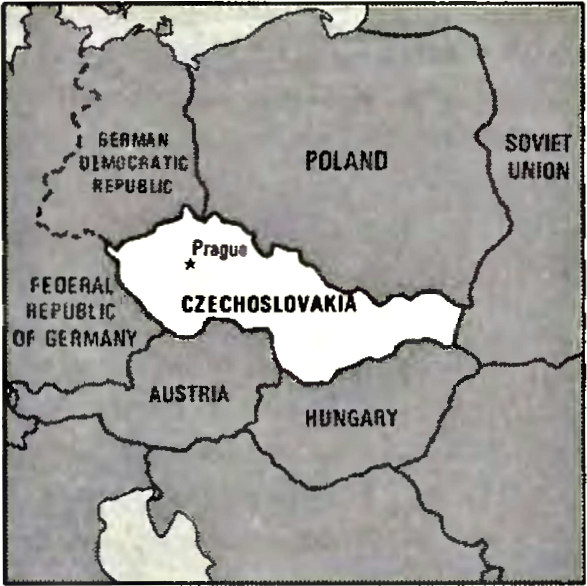
冷战时期的捷克斯洛伐克

捷克斯洛伐克是一個在第一次世界大戰之後從哈布斯堡王朝獨立的國家。捷克人和斯洛伐克人在經濟和科技發展水準上有較大的差距，但一個獨立的捷克斯洛伐克使得兩個民族之間的經濟差距有所縮小。但兩者之間的文化鴻溝始終無法彌補，這也成為在建國75年之後捷克斯洛伐克分裂的原因。在20世紀初期，在奧匈帝國內建立一個捷克斯洛伐克實體，使得奧匈帝國成為三元帝國的思潮開始出現並成長。
1918年10月28日，捷克斯洛伐克在布拉格宣布獨立。
1929年，捷克斯洛伐克曾是世界第十大工業國，也是戰間期東中歐唯一的議會民主制國家，但捷克斯洛伐克始終面臨少數民族的問題。納粹德國興起之後，於1938年依《慕尼黑協定》占領蘇台德區並成立軍事行政區，之後撕毀協定將捷克併吞為波希米亞和摩拉維亞保護國，斯洛伐克也淪為德國的傀儡國斯洛伐克國。
1944年9月21日，捷克斯洛伐克被蘇聯紅軍解放。
1948年，捷克斯洛伐克成為一個共產主義國家。
1968年，捷克斯洛伐克爆發布拉格之春，導致之後被蘇聯侵略。
1989年，捷克斯洛伐克爆發天鵝絨革命，同時終結了共產主義政權。然而共產主義政權倒台之後，捷克和斯洛伐克在文化和經濟路線上的分歧也浮出水面，最終導致捷克斯洛伐克在1992年解體，分裂為捷克與斯洛伐克兩個國家。